# Liste der Baudenkmäler in Olsberg
Die Liste der Baudenkmäler in Olsberg enthält die denkmalgeschützten Bauwerke auf dem Gebiet der Stadt Olsberg im Hochsauerlandkreis in Nordrhein-Westfalen (Stand: Juni 2021). Diese Baudenkmäler sind in der Denkmalliste der Stadt Olsberg eingetragen; Grundlage für die Aufnahme ist das Denkmalschutzgesetz Nordrhein-Westfalen (DSchG NRW).

## Allgemein
- Bild: Bild des Kulturdenkmals, ggf. zusätzlich mit einem Link zu weiteren Fotos des Kulturdenkmals im Medienarchiv Wikimedia Commons
- Bezeichnung: Name des Kulturdenkmals
- Lage: Straßenname und Hausnummer oder Flurstücknummer des Kulturdenkmal, gegebenenfalls auch den Ortsteil. Die Grundsortierung der Liste erfolgt nach dieser Adresse. Der Link (Karte) führt zu verschiedenen Kartendiensten mit der Position des Kulturdenkmals. Fehlt dieser Link, wurden die Koordinaten noch nicht eingetragen. Sind diese bekannt, können sie über ein Tool mit einer Kartenansicht einfach nachgetragen werden. In dieser Kartenansicht sind Kulturdenkmale ohne Koordinaten mit einem roten bzw. orangen Marker dargestellt und können durch Verschieben auf die richtige Position in der Karte mit Koordinaten versehen werden. Kulturdenkmale ohne Bild sind an einem blauen bzw. roten Marker erkennbar.
- Beschreibung: Kurzcharakteristik des Kulturdenkmals
- Bauzeit: Baubeginn, Fertigstellung, Datum der Erstnennung oder grobe zeitliche Einordnung entsprechend des Eintrags in der zuständigen Denkmaldatenbank
- Eingetragen seit: Datum der Erfassung in der zuständigen Denkmaldatenbank

## Baudenkmäler in Olsberg
| Bild                                          | Bezeichnung                                                       | Lage                                                               | Beschreibung | Bauzeit   | Eingetragen seit | Denkmal- nummer |
| --------------------------------------------- | ----------------------------------------------------------------- | ------------------------------------------------------------------ | --- | --------- | ---------------- | --------------- |
| weitere Bilder                                | Schloss Schellenstein                                             | Bigge Schloßweg 1, 3, 5, 7 Karte                                   | umfasst das Schlossgebäude, Torhaus, ehemalige Forsthaus und Verwaltungshaus |           | 02.02.1983       | 01 – 06         |
| Schlossmühle                                  | Schlossmühle                                                      | Bigge Schloßweg 12 Karte                                           | | um 1771   | 02.02.1983       | 07 – 21         |
| Haus Benning                                  | Haus Benning                                                      | Assinghausen Zum Küsterland 7 Karte                                | Fachwerkhaus |           | 02.02.1983       | 22              |
| weitere Bilder                                | Buskers Haus                                                      | Assinghausen Grimmestraße 34 Karte                                 | Das Gebäude wurde 1688 erbaut und ist damit Assinghausens ältestes Bauernhaus. Es ist das Bedeutendste in einer Reihe von mehreren, teils denkmalgeschützten Fachwerkhäusern entlang der Grimmestraße. Es wurde mit zum Teil massivem Tonnengewölbe unterkellert. | 1688      | 02.02.1983       | 23              |
| weitere Bilder                                | Küsterlandkapelle                                                 | Assinghausen Zum Küsterland Karte                                  | |           | 02.02.1983       | 24              |
| Haus Suberg                                   | Haus Suberg                                                       | Elleringhausen Elleringhauser Straße 35 Karte                      | Fachwerkhaus |           | 02.02.1983       | 25              |
| Haus Pape-Viereggen                           | Haus Pape-Viereggen                                               | Olsberg Rutsche 9 Karte                                            | Fachwerkhaus | 1618      | 02.02.1983       | 26              |
| weitere Bilder                                | Schloss Antfeld                                                   | Antfeld Schloß 1 Karte                                             | umfasst das Schloss-, Rentei-, Wohn-, Wirtschafts- und Garagengebäude sowie die Schlosskapelle, -Gartenanlage und -mauer |           | 10.06.1983       | 27              |
| Haus Würminghausen                            | Haus Würminghausen                                                | Bigge Schulstraße 4 Karte                                          | Fachwerkhaus |           | 02.02.1983       | 28              |
| BW                                            | Haus Aufmhoff                                                     | Helmeringhausen Kehlestraße 4 Karte                                | Fachwerkhaus |           | 02.02.1983       | 30              |
| weitere Bilder                                | Schloss Bruchhausen                                               | Bruchhausen Schloßhof 1, 2, 3 Karte                                | umfasst das Schloss-, Rentei- und Meiereigebäude sowie die Schlossmauer |           | 02.02.1983       | 31              |
| Friedhofskapelle                              | Friedhofskapelle                                                  | Bigge Ehrenmalstraße Karte                                         | Stationshäuschen und Kapelle des Friedhofes Bigge |           | 23.11.1984       | 32              |
| weitere Bilder                                | ehemaliges Schulgebäude                                           | Assinghausen Brunnenweg 2 Karte                                    | Geburtshaus von Friedrich Wilhelm Grimme |           | 23.11.1984       | 33              |
| weitere Bilder                                | Katholische Pfarrkirche St. Katharina                             | Assinghausen Brunnenweg 6 Karte                                    | [ 2 ] | 1872–1882 | 23.11.1984       | 34              |
| weitere Bilder                                | Reisen-Speicher                                                   | Assinghausen Grimmestraße Karte                                    | | 1556      | 23.11.1984       | 35              |
|                                               | Bildstock des heiligen Johannes Nepomuk                           | Assinghausen –                                                     | |           | 23.11.1984       | 36              |
| ehemaliges Pastoratsgebäude                   | ehemaliges Pastoratsgebäude                                       | Assinghausen Brunnenweg 4 Karte                                    | Fachwerkhaus |           | 25.10.1984       | 37              |
| Fachwerkhaus                                  | Fachwerkhaus                                                      | Assinghausen Grimmestraße 28 Karte                                 | |           | 16.10.1985       | 38              |
| Bildstock des heiligen Johannes Nepomuk       | Bildstock des heiligen Johannes Nepomuk                           | Brunskappel Negertalstraße 20 Karte                                | Bildstock des Johannes Nepomuk auf dem Kirchhof der katholischen Pfarrkirche St. Servatius |           | 16.10.1985       | 39              |
| weitere Bilder                                | Katholische Pfarrkirche St. Servatius                             | Brunskappel Negertalstraße 20 Karte                                | | 1260      | 16.10.1985       | 40              |
| Fachwerkhaus                                  | Fachwerkhaus                                                      | Brunskappel Negertalstraße 19 Karte                                | |           | 16.10.1985       | 41              |
| Fachwerkhaus                                  | Fachwerkhaus                                                      | Bigge Mittelstraße 6 Karte                                         | |           | 16.10.1985       | 42              |
| Fachwerkhaus                                  | Fachwerkhaus                                                      | Bigge Mittelstraße 8 Karte                                         | |           | 16.10.1985       | 43              |
| Schiefergebäude                               | Schiefergebäude                                                   | Olsberg Kirchstraße 14 Karte                                       | |           | 10.04.1987       | 44              |
| Fachwerkhaus                                  | Fachwerkhaus                                                      | Helmeringhausen Bigger Straße 16 Karte                             | |           | 11.04.1987       | 45              |
| BW                                            | Bildstock des heiligen Sebastian                                  | Wiemeringhausen Alte Landstraße Karte                              | |           | 10.04.1987       | 46              |
| BW                                            | Haus Ornes                                                        | Bruchhausen Hochsauerlandstraße 30 Karte                           | Fachwerk-Bauernhaus |           | 28.04.1988       | 47              |
| Bildstock der heiligen Maria                  | Bildstock der heiligen Maria                                      | Bigge Unter’m Hagen Karte                                          | | 1869      | 28.04.1988       | 48              |
| weitere Bilder                                | Schlossanlage Gevelinghausen                                      | Gevelinghausen Schloßstraße 1, 2 Karte                             | |           | 28.04.1988       | 50              |
| Fachwerk-Schiefergebäude                      | Fachwerk-Schiefergebäude                                          | Olsberg Hüttenstraße 1 Karte                                       | |           | 28.04.1988       | 51              |
|                                               | Bildstock des heiligen Antonius                                   | Olsberg Tannenköpfchen                                             | |           | 28.04.1988       | 52              |
| ehemaliges Schulgebäude                       | ehemaliges Schulgebäude                                           | Helmeringhausen Bigger Straße 21 Karte                             | Das Schiefergebäude mit Fachwerkkonstruktion war das erste Schulhaus Helmeringhausens mit einem Unterrichtsraum und einer Lehrerwohnung. 1893 wurde diese Nutzung des heutigen Wohnhauses eingestellt. | 1834–1835 | 15.04.1988       | 53              |
| weitere Bilder                                | Schloss Wildenberg mit Anlagen                                    | Brunskappel Seibertzstraße 1 Karte                                 | |           | 16.10.1985       | 54.1            |
| weitere Bilder                                | Reste der Schlossmauer                                            | Brunskappel Negertalstraße 22 (Seibertzstraße 1)                   | Reste der Schlossmauer mit Rundbogendurchgang und Holztür mit Seibertzschem Wappen |           | 16.10.1985       | 54.2            |
| BW                                            | Haus Kapellenhof                                                  | Brunskappel Seibertzstraße 9 Karte                                 | Fachwerkhaus |           | 16.10.1985       | 55              |
| BW                                            | Fachwerkhaus                                                      | Brunskappel Elper Straße 2 Karte                                   | |           | 16.10.1985       | 56              |
| weitere Bilder                                | Orgelprospekt der katholischen Pfarrkirche St. Martinus           | Bigge Hauptstraße 57 Karte                                         | |           | 19.01.1990       | 57              |
| Fachwerkgebäude                               | Fachwerkgebäude                                                   | Bruchhausen Hochsauerlandstraße 23 Karte                           | |           | 19.01.1990       | 58              |
| BW                                            | Bildstock des heiligen Stephanus                                  | Elleringhausen Elleringhauser Straße Karte                         | | 1682      | 31.01.1990       | 59              |
| ehemaliges Schulgebäude                       | ehemaliges Schulgebäude                                           | Gevelinghausen Kreisstraße 20 Karte                                | |           | 24.01.1991       | 60              |
| Von-Wendt’sche-Kapelle                        | Von-Wendt’sche-Kapelle                                            | Bigge Ehrenmalstraße Karte                                         | Gruftkapelle der Familie „von Wendt“ auf dem Friedhof Bigge | 1863      | 24.01.1991       | 61              |
| BW                                            | Fachwerkbauernhaus                                                | Antfeld Oberdorf 10 Karte                                          | |           | 24.01.1991       | 62              |
| weitere Bilder                                | Kropff’sches Haus                                                 | Olsberg Rutsche 6 Karte                                            | Wirtschaftsgebäude der Kropff Federath’schen Stiftung | 1701      | 28.01.1991       | 63              |
| Fachwerkbauernhaus                            | Fachwerkbauernhaus                                                | Elleringhausen Elleringhauser Straße 62 Karte                      | |           | 13.01.1992       | 64              |
| Fachwerkgebäude                               | Fachwerkgebäude                                                   | Bigge Hauptstraße 56 Karte                                         | |           | 30.04.1992       | 65              |
| weitere Bilder                                | Katholische Pfarrkirche St. Martinus                              | Bigge Hauptstraße 57 Karte                                         | [ 5 ] |           | 30.04.1992       | 66              |
| Vereinshaus „Alte Schule“                     | Vereinshaus „Alte Schule“                                         | Antfeld Franz-Hoffmeister-Straße 1 Karte                           | |           | 21.12.1993       | 67              |
| Fachwerkhaus                                  | Fachwerkhaus                                                      | Elpe Elpetalstraße 32 Karte                                        | ohne Neubau |           | 21.12.1993       | 68              |
| weitere Bilder                                | Katholische Kirche St. Maria Magdalena und Tortürmchen            | Gevelinghausen Kreisstraße 1 Karte                                 | Die Schlosskapelle Gevelinghausen wird 1543–1544 erstmals erwähnt und 1643 ein Neubau eingeweiht. Größe Erweiterungen erfolgen 1879 mit dem Anbau des Chors und Kreuzschiffes und 1900 mit der Erneuerung und Verlängerung des Längsschiffes. 1985 übernimmt die Filialgemeinde St. Maria Magdalena die Kapelle. Das Tortürmchen befindet sich westlich direkt neben dem Kirchengebäude.                                                   | 1633      | 21.12.1993       | 69              |
| Fachwerkgebäude                               | Fachwerkgebäude                                                   | Bigge Mittelstraße 4 Karte                                         | |           | 10.01.1994       | 70              |
| ehemaliges Bediensteten-Wohnhaus (Matzenhaus) | ehemaliges Bediensteten-Wohnhaus (Matzenhaus)                     | Gevelinghausen–Wiggeringhausen Wiggeringhausen 2 Karte             | |           | 28.07.1995       | 71              |
| BW                                            | ehemaliges Forsthaus                                              | Gevelinghausen–Wiggeringhausen Wiggeringhausen 1 Karte             | |           | 28.07.1995       | 72              |
| Gusseisernes Kleeblattkreuz                   | Gusseisernes Kleeblattkreuz                                       | Gevelinghausen Kreisstraße 23 Karte                                | |           | 28.07.1995       | 73              |
| Gusseisernes Kleeblattkreuz                   | Gusseisernes Kleeblattkreuz                                       | Gevelinghausen –                                                   | an der Verbindungsstraße Olsberg-Heringhausen |           | 28.07.1995       | 74              |
| Fachwerkhaus                                  | Fachwerkhaus                                                      | Assinghausen Bruchhauser Straße 3 Karte                            | |           | 28.07.1995       | 75              |
| BW                                            | Fachwerkhaus                                                      | Assinghausen Grimmestraße 7 Karte                                  | |           | 28.07.1995       | 76              |
| Josefshaus                                    | Josefshaus                                                        | Assinghausen Grimmestraße 27 Karte                                 | |           | 28.07.1995       | 77              |
| ehemaliges Schulgebäude                       | ehemaliges Schulgebäude                                           | Assinghausen Brunnenweg 8 Karte                                    | | 1910      | 27.07.1995       | 78              |
| Fachwerkhaus                                  | Fachwerkhaus                                                      | Assinghausen Zum Küsterland 11 Karte                               | |           | 28.07.1995       | 79              |
|                                               | Bildstock des heiligen Antonius                                   | Gevelinghausen –                                                   | an der Elpetalstraße |           | 28.07.1995       | 80              |
| Altes Forsthaus                               | Altes Forsthaus                                                   | Bruchhausen Kapellenweg 8 Karte                                    | Das Wohnhaus des ehemaligen Rentemeisters wurde 1906 als Fachwerkhaus im sauerländischen Stil erbaut. Es diente jahrzehntelang auch als Dienstwohnung des Försters der Gaugreben’schen Wälder, woraus sich „Altes Forsthaus“ beziehungsweise „Försterei“ als Bezeichnungen des Gebäudes abgeleitet haben. Es verfügt über einen massiven Bruchsteinkeller und ein Kniestock-Obergeschoss und ist als dorftypisches Baudenkmal ausgewiesen. | 1906      | 08.02.1996       | 81              |
| ehemalige Nagelschmiede                       | ehemalige Nagelschmiede                                           | Bruchhausen Hochsauerlandstraße 15 Karte                           | Die historische Nagelschmiede ist ein kleines Gebäude hinter dem 1858 erbauten „Haus Giärs“. Die Dauerausstellung darin dokumentiert die Geschichte des früheren „Dorfes der Nagelschmieden“ | 1858      | 08.02.1996       | 82              |
| Bildstock                                     | Bildstock                                                         | Bruchhausen Mühlenweg 2 Karte                                      | | 1865      | 08.02.1996       | 83              |
| Alte Schule                                   | Alte Schule                                                       | Bruchhausen Am Istenberg 6 Karte                                   | Mit dem Bau des zweiten städtische Schulgebäudes Bruchhausens wurde im Juli 1912 begonnen, im Oktober wurde das Richtfest gefeiert. Die Einweihung des Gebäudes mit drei Klassenzimmer für 171 Schulkinder fand am 13. Oktober 1913 statt. Zusammen mit dem 1955 errichteten Anbau bildet es heute die Franziskus-Grundschule für Bruchhausen und Elleringhausen.                                                                          | 1912–1913 | 08.02.1996       | 84              |
| BW                                            | Bildstock des heiligen Antonius von Padua                         | Bruchhausen Hochsauerlandstraße Karte                              | Auf einer Anhöhe „auf der Sehre“ neben der Hochsauerlandstraße (K47) zwischen Bruchhausen und Assinghausen liegt der am 27. Mai 1699 installierte Bildstock des heiligen Antonius von Padua. | 1699      | 08.02.1996       | 85              |
| BW                                            | Stele                                                             | Assinghausen Hochsauerlandstraße Karte                             | | um 1920   | 08.02.1996       | 86              |
| BW                                            | Bildstock des heiligen Antonius                                   | Elleringhausen Am Borberg 2 Karte                                  | |           | 08.02.1996       | 87              |
| Querdielenhaus                                | Querdielenhaus                                                    | Elleringhausen Elleringhauser Straße 41 Karte                      | ohne rückwärtigen Anbau |           | 08.02.1996       | 88              |
| Fachwerkhaus                                  | Fachwerkhaus                                                      | Elleringhausen Elleringhauser Straße 53 Karte                      | |           | 08.02.1996       | 89              |
| BW                                            | Speicher                                                          | Elleringhausen Elleringhauser Straße 54 (hinter dem Gebäude) Karte | | 1797      | 08.02.1996       | 90              |
| BW                                            | Fachwerkspeicher                                                  | Elleringhausen Elleringhauser Straße 60 (hinter dem Gebäude) Karte | |           | 08.02.1996       | 91              |
| Agatha-Heiligenhäuschen                       | Agatha-Heiligenhäuschen                                           | Elleringhausen Elleringhauser Straße 79 Karte                      | Der Bildstock wurde 2016–2017 restauriert. | 1864      | 08.02.1996       | 92              |
| Schule mit Lehrerwohnhaus                     | Schule mit Lehrerwohnhaus                                         | Elleringhausen Elleringhauser Straße 89 Karte                      | |           | 08.02.1996       | 93              |
| Fachwerkhaus                                  | Fachwerkhaus                                                      | Elleringhausen Elleringhauser Straße 92 Karte                      | | 1912      | 08.02.1996       | 94              |
| Kleinhaus                                     | Kleinhaus                                                         | Elleringhausen Elleringhauser Straße 93 Karte                      | | um 1900   | 08.02.1996       | 95              |
| BW                                            | Friedhofskreuz mit Korpus                                         | Elleringhausen Elleringhauser Straße Karte                         | | 1878      | 08.02.1996       | 96              |
|                                               | ehemaliges Stellwerk                                              | Bigge –                                                            | |           | 29.03.1999       | 97              |
| Quelle Kaltenborn                             | Quelle Kaltenborn                                                 | Wiemeringhausen Regelland                                          | umfasst den Wasserbehälter inklusive der Erweiterung von 1951 | 1913 1951 | 29.03.1999       | 98              |
| BW                                            | ehemalige Tankstelle                                              | Assinghausen–Steinhelle Carlsauestraße 91 Karte                    | |           | 24.10.2001       | 99              |
| ehemaliges Bauernhaus                         | ehemaliges Bauernhaus                                             | Olsberg Ruhrstraße 5 Karte                                         | |           | 18.09.2003       | 100             |
| BW                                            | Glockenanlage der katholischen Kirche St. Servatius (Negerglocke) | Brunskappel Negertalstraße 20 Karte                                | |           | 18.10.2004       | 101             |
| BW                                            | Fachwerkhaus mit Krüppelwalmdach                                  | Bigge Hauptstraße 26 Karte                                         | |           | 18.11.2005       | 102             |
| BW                                            | Jüdischer Friedhof                                                | Bigge Prowinkel Karte                                              | Jüdischer Friedhof einschl. des zweiflügeligen eisernen Friedhofportals |           | 26.07.2007       | 103             |
| BW                                            | Fachwerkhaus                                                      | Brunskappel Negertalstraße 25 Karte                                | mit Treppenanlage und rückwärtigem eingeschossigen Queranbau sowie traufständige Scheune im rückwärtigen Gelände |           | 25.04.2018       | 104             |
| BW                                            | Bildstock des heiligen Antonius                                   | Bigge Industriestraße Karte                                        | | 1756      | 19.11.2018       | 105             |
| Bildstock des heiligen Hubertus               | Bildstock des heiligen Hubertus                                   | Bigge Ecke Pappelallee / Bruchstraße Karte                         | | 1695      | 10.12.2018       | 106             |
| BW                                            | Fachwerkhaus „Schultenhof“                                        | Olsberg Zur Grotte 5 Karte                                         | 16. Jh. mit Veränderungen und Ergänzungen im 19. Jh. |           | 04.07.2019       | 107             |
| BW                                            | Wohnhaus                                                          | Antfeld Oberdorf 15 Karte                                          | Wohnhaus des ehem. Rentmeisters der von Papen'schen Rentei um 1900 als zweigeschossiger Massivbau mit Drempel im Ortskern Antfeld |           | 16.04.2020       | 108             |
| BW                                            | Kriegerdenkmal Heiliger Michael                                   | Assinghausen Bruchsberg Karte                                      | |           | 14.06.2021       | 109             |